# Relapse (Eminem)
| Recensione           | Giudizio |
| -------------------- | -------- |
| AllMusic             | [ 17 ]   |
| PopMatters           | [ 18 ]   |
| Entertainment Weekly | A-       |
| Rolling Stone        | [ 18 ]   |
| Pitchfork            | [ 18 ]   |
| RapReviews           | [ 18 ]   |
| Robert Christgau     | B-       |
| Prefix               | [ 18 ]   |
| The A.V. Club        | C-       |
| NME                  | [ 18 ]   |
| Spin                 | [ 18 ]   |
| Billboard            | [ 18 ]   |

Relapse (reso graficamente RELAPSƎ) è il sesto album del rapper statunitense Eminem, pubblicato il 15 maggio 2009 dalla Shady Records, dalla Aftermath Entertainment e dalla Interscope.
È una specie di concept album che vede il ritorno dell'alter ego di Eminem "Slim Shady", nei panni di un serial killer che è sotto ricovero in una clinica. Può essere considerato come l'album più "duro" del rapper. Infatti vi sono riferimenti a stupri, rapimenti e cannibalismo. Relapse è il primo album dopo 5 anni di pausa dovuti principalmente a problemi di dipendenza da droghe, ma anche a problemi personali come il secondo divorzio dall'ex moglie Kim e soprattutto l'assassinio del suo migliore amico e membro dei D-12 Proof, ucciso l'11 aprile 2006 all'esterno del CCC Nightclub di Detroit in una sparatoria. Relapse negli Stati Uniti ha debuttato al primo posto vendendo oltre 608 000 copie durante la prima settimana e più di 1.000.000 in tutto il mondo.
I primi singoli sono We Made You, 3 a.m. e Beautiful, quest'ultima considerata dalla rivista Rolling Stone la migliore canzone dell'album, nonché la migliore traccia di Eminem dai tempi di Lose Yourself. Accolto principalmente da recensioni miste, ottiene 59/100 su Metacritic, punteggio basato su 27 recensioni.

## Tracce
La lista delle tracce è stata rivelata il 28 aprile 2009 attraverso il sito web RapRadar.com e confermata poi da varie pubblicazioni musicali.. Essa è composta da 20 tracce più 2 pezzi bonus ed è caratterizzata dagli immancabili skit che accompagnano Eminem fin dall'album del 1999 "The Slim Shady LP".
1. Dr. West (skit) - 1:29
2. 3 a.m. - 5:19 - (Dr. Dre)
3. My Mom - 5:20 - (Dr. Dre)
4. Insane - 3:01 - (Dr. Dre)
5. Bagpipes from Baghdad - 4:43 - (Dr. Dre)
6. Hello - 4:08 - (Dr. Dre)
7. Tonya (skit) - 0:43
8. Same Song & Dance - 4:08 - (Dr. Dre)
9. We Made You - 4:30 - (Dr. Dre, Doc Ish, Eminem)
10. Medicine Ball - 3:57 - (Dr. Dre)
11. Paul (skit) - 0:19
12. Stay Wide Awake - 5:20 - (Dr. Dre)
13. Old Time's Sake (featuring Dr. Dre) - 4:35 - (Dr. Dre, Mark Batson)
14. Must Be the Ganja - 4:03 - (Dr. Dre)
15. Mr. Mathers (skit) - 0:42 - (Dr. Dre)
16. Déjà Vu - 4:43 - (Dr. Dre)
17. Beautiful - 6:32 (Eminem)
18. Crack a Bottle (featuring Dr. Dre & 50 Cent) - 4:58 - (Dr. Dre)
19. Steve Berman (skit) - 1:29
20. Underground/Ken Kaniff (We Made You Reprise) - 6:18 - (Dr. Dre)

Tracce Bonus
1. Careful What You Wish For - 3:47 - (Eminem)
2. My Darling - 5:20 - (Eminem)

## Formazione
- Eminem - rapping, voce
- Erick Coomes - basso, chitarra
- Jeff Bass - basso, chitarra, tastiere
- Mike Elizondo - basso, chitarra, tastiere
- Sean Cruse - chitarra
- Mark Batson - tastiere
- Trevor Lawrence - tastiere
- Dawaun Parker - tastiere
- Louis Resto - tastiere
- Kip Blackshire - cori
- Lisa Ivey - cori
- Tavia Ivey - cori
- Tamara Powell - cori
- Charmagne Tripp - cori
- Elizabeth Keener - cori
- Traci Nelson - cori
- Matthew St. Patrick - cori

## Date di pubblicazione
| Nazione       | Data           | Formati | Etichetta                 |
| ------------- | -------------- | ------- | ------------------------- |
| Australia     | 15 maggio 2009 | CD      | Universal Music Australia |
| Italia        | 15 maggio 2009 | CD      | Interscope Records        |
| Paesi Bassi   | 15 maggio 2009 | CD      | Universal                 |
| Danimarca     | 18 maggio 2009 | CD      | Universal                 |
| Nuova Zelanda | 18 maggio 2009 | CD      | Universal                 |
| Francia       | 18 maggio 2009 | CD      | Interscope Records        |
| Germania      | 18 maggio 2009 | CD      | Interscope Records        |
| Portogallo    | 18 maggio 2009 | CD      | Interscope Records        |
| Regno Unito   | 18 maggio 2009 | CD      | Polydor Records           |
| Russia        | 18 maggio 2009 | CD      | Universal Russia          |
| Svezia        | 18 maggio 2009 | CD      | Universal Sweden          |

19 maggio
- Brasile dalla Universal Brazil
- Canada dalla Interscope Records
- Grecia dalla Universal Music Group
- India dalla Universal India
- Spagna
- Stati Uniti in formato CD, CD (clean) e LP dalla Interscope Records

20 maggio
- Giappone in formato CD e CD+DVD dalla Universal Japan

29 maggio
- Argentina dalla Interscope

## Riedizione
Il 18 dicembre è stato pubblicata, in Inghilterra, Germania e Francia, una riedizione del concept album intitolata Relapse: Refill e contenente un CD con gli stessi brani di Relapse più un CD con sette nuove tracce inedite, tra cui due già conosciute, ovvero Taking My Ball e Forever, registrata insieme a Drake, Kanye West e Lil Wayne. Il 21 dicembre il disco è stato pubblicato nel resto del mondo.
La seguente tracklist appartiene alla riedizione:
1. Forever (featuring Drake, Kanye West & Lil Wayne)
2. Hell Breaks Loose (featuring Dr. Dre)
3. Buffalo Bill
4. Elevator
5. Taking My Ball
6. Music Box
7. Drop The Bomb On 'Em

## Classifiche

### Classifiche settimanali
| Classifica (2009)         | Posizione massima |
| ------------------------- | ----------------- |
| Australia                 | 1                 |
| Austria                   | 2                 |
| Belgio (Fiandre)          | 1                 |
| Belgio (Vallonia)         | 4                 |
| Canada                    | 1                 |
| Danimarca                 | 1                 |
| Finlandia                 | 5                 |
| Francia                   | 1                 |
| Germania                  | 2                 |
| Giappone                  | 1                 |
| Grecia                    | 13                |
| Irlanda                   | 1                 |
| Italia                    | 4                 |
| Messico                   | 24                |
| Norvegia                  | 1                 |
| Nuova Zelanda             | 1                 |
| Paesi Bassi               | 3                 |
| Polonia                   | 1                 |
| Regno Unito               | 1                 |
| Spagna                    | 5                 |
| Stati Uniti               | 1                 |
| US Catalog Albums         | 16                |
| US Top R&B/Hip-Hop Albums | 1                 |
| Svezia                    | 1                 |
| Svizzera                  | 1                 |

### Classifiche di fine anno
| Classifica (2009)         | Posizione massima |
| ------------------------- | ----------------- |
| Australia                 | 17                |
| AUS Urban                 | 4                 |
| Austria                   | 50                |
| Belgio (Fiandre)          | 43                |
| Canada                    | 9                 |
| Paesi Bassi               | 72                |
| Nuova Zelanda             | 17                |
| Stati Uniti               | 9                 |
| US Top R&B/Hip-Hop Albums | 7                 |
| US Rap Albums             | 2                 |
| Svezia                    | 79                |
| Svizzera                  | 27                |
| Classifica (2010)         | Posizione massima |
| AUS Urban                 | 6                 |
| Stati Uniti               | 43                |
| US Top R&B/Hip-Hop Albums | 16                |
| US Rap Albums             | 4                 |